# Tour Love
Love Tour fue la segunda gira de conciertos y primera gira internacional de la cantante y actriz mexicana Thalía. Durante 1993 y 1994, realizó una extensa serie de presentaciones, recorriendo decenas de ciudades en la República Mexicana. Además, se presentó por primera vez en vivo como solista fuera de su país natal, con todo su equipo de músicos y bailarines, llegando a América Central  y América del Sur.

## Antecedentes
A mediados de 1992, después de las últimas fechas de la gira que la que llevó por el interior de la República Mexicana con el espectáculo relativo a sus dos primeros álbumes como solista, Thalía (1990) y Mundo de Cristal, Thalía se dispuso a hacer una pausa musical para iniciar las grabaciones de la telenovela María Mercedes y preparar el lanzamiento de su tercer álbum de estudio, Love. Para finales de ese año y ya con la telenovela en los capítulos finales al aire, inició una nueva gira en noviembre de 1992 en el cuarto festival cultural de Tepoztlán, donde presentó por primera vez en vivo sus nuevos temas.

## Repertorio
En el espectáculo presentó los temas de su tercer álbum de estudio Love, así como éxitos de sus dos primeras entregas como solista, Thalía (1990) y Mundo de Cristal, además de las canciones más emblemáticas de su estadía en el grupo Timbiriche.
1. "Introducción"
2. "El día del amor"
3. "La vie en rose"
4. "Quinceañera"
5. "Si no es ahora"
6. "No sé si es amor"
7. "En la Intimidad"
8. "Saliva"
9. "El bronceador"
10. "Flores secas en la piel"
11. "Cien años"
12. "Pienso en ti"
13. "Fuego cruzado"
14. "No trates de engañarme"
15. "María Mercedes"
16. "Sudor"
17. "Amarillo azul"
18. "Marimar"
19. "Sangre"
20. "Love"

## Curiosidades
- La representación del tema "Love"  se adaptaba según el tipo de escenario, en teatros y estadios interpretó la versión mezclada "1001 Nights Club Mix" en la que tanto ella como sus bailarines se caracterizaban con vestuarios simulando al antiguo Egipto, recreando parte de su memorable actuación en la entrega de los Premios TVyNovelas 93. En escenarios más pequeños y palenques, interpretó la versión original de la canción, con su característica coreografía.
- El tema de la telenovela Marimar se agregó al setlist a partir del estreno de la telenovela en 1994.

## Referencias

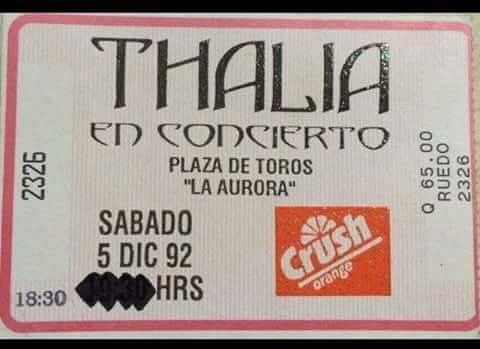
Boleto de entrada a concierto de Thalía en Guatemala, 5 de diciembre de 1992

## Fechas del Tour
| Fecha                    | Ciudad              | País        | Lugar                                                  |
| 1992                     | 1992                | 1992        | 1992                                                   |
| ------------------------ | ------------------- | ----------- | ------------------------------------------------------ |
| Noviembre de 1992        | Tepoztlán           | México      | Cuarto festival cultural de Tepoztlán                  |
| 5 de diciembre de 1992   | Ciudad de Guatemala | Guatemala   | Plaza de Toros La Aurora                               |
| 1993                     |                     |             |                                                        |
| 25 de marzo de 1993      | Lima                | Perú        | Club Regatas                                           |
| 26 de marzo de 1993      | Lima                | Perú        | Muelle Uno                                             |
| 27 de marzo de 1993      | Lima                | Perú        | Muelle Uno                                             |
| 1 de mayo de 1993        | Tepatitlán          | México      | Palenque Tepabril 1993                                 |
| 17 de junio de 1993      | Ciudad de México    | México      | Centro Nocturno "El Patio"                             |
| 18 de junio de 1993      | Ciudad de México    | México      | Centro Nocturno "El Patio"                             |
| 19 de junio de 1993      | Ciudad de México    | México      | Centro Nocturno "El Patio"                             |
| 24 de junio de 1993      | Ciudad de México    | México      | Centro Nocturno "El Patio"                             |
| 25 de junio de 1993      | Ciudad de México    | México      | Centro Nocturno "El Patio"                             |
| 26 de junio de 1993      | Ciudad de México    | México      | Centro Nocturno "El Patio"                             |
| 1 de julio de 1993       | Ciudad de México    | México      | Centro Nocturno "El Patio"                             |
| 2 de julio de 1993       | Ciudad de México    | México      | Centro Nocturno "El Patio"                             |
| 3 de julio de 1993       | Ciudad de México    | México      | Centro Nocturno "El Patio"                             |
| 8 de julio de 1993       | Ciudad de México    | México      | Centro Nocturno "El Patio"                             |
| 9 de julio de 1993       | Ciudad de México    | México      | Centro Nocturno "El Patio"                             |
| 10 de julio de 1993      | Ciudad de México    | México      | Centro Nocturno "El Patio"                             |
| 15 de julio de 1993      | Ciudad de México    | México      | Centro Nocturno "El Patio"                             |
| 16 de julio de 1993      | Ciudad de México    | México      | Centro Nocturno "El Patio"                             |
| 17 de julio de 1993      | Ciudad de México    | México      | Centro Nocturno "El Patio"                             |
| 25 de septiembre de 1993 | San Salvador        | El Salvador | Gimnasio Nacional                                      |
| 26 de septiembre de 1993 | Heredia             | Costa Rica  | Palacio de los deportes                                |
| 8 de octubre de 1993     | Ciudad Juárez       | México      | Palenque Fiesta Juárez 93                              |
| 15 de octubre de 1993    | Monterrey           | México      | Estadio de Béisbol Monterrey                           |
| 22 de octubre de 1993    | Guadalajara         | México      | Palenque Fiestas de Octubre 93                         |
| 3 de noviembre de 1993   | Mérida              | México      | Palenque Feria X'matkuil 93                            |
| 18 de diciembre de 1993  | Cancún              | México      | Palenque Expo Cancún 93                                |
| 28 de diciembre de 1993  | Acapulco            | México      | Centro de convenciones                                 |
| 29 de diciembre de 1993  | Acapulco            | México      | Centro de convenciones                                 |
| 1994                     |                     |             |                                                        |
| 5 de marzo de 1994       | Tepic               | México      | Palenque Feria Nacional Tepic 94                       |
| 6 de mayo de 1994        | Villahermosa        | México      | Palenque Feria Tabasco 94                              |
| 11 de mayo de 1994       | Hermosillo          | México      | Palenque Expo Hermosillo 94                            |
| 13 de mayo de 1994       | Ciudad Obregón      | México      | Palenque Expo Obregón 94                               |
| 2 de agosto de 1994      | Ciudad de México    | México      | Jockey Club (concierto privado)                        |
| 17 de junio de 1994      | Monterrey           | México      | Palenque Expo Guadalupe 94                             |
| 12 de agosto de 1994     | Reynosa             | México      | Palenque Expo Reynosa 94                               |
| 13 de agosto de 1994     | Coatzacoalcos       | México      | Palenque Expo Coatza 94                                |
| Noviembre de 1994        | Uruapan             | México      | Palenque de Uruapan 94                                 |
| 18 de noviembre de 1994  | Mérida              | México      | Palenque Feria X'matkuil 94                            |
| 15 de diciembre de 1994  | Ciudad de México    | México      | Auditorio Nacional (Cancelados por problemas de salud) |
| 16 de diciembre de 1994  | Ciudad de México    | México      | Auditorio Nacional (Cancelados por problemas de salud) |

- Datos: Q23024193